# Direktschall

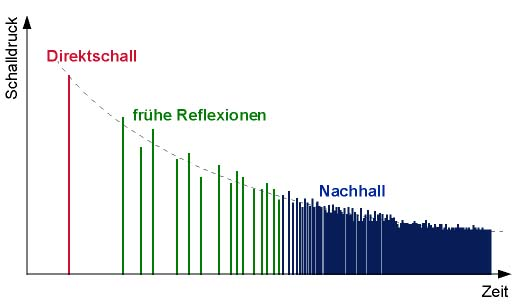
Schall in Räumen: Direktschall, frühe Reflexionen und Nachhall

Direktschall D (auch bezeichnet als Schall im Direktfeld oder Schall im Freifeld) ist in der Akustik derjenige Schall in einem geschlossenen Raum, der als Erstes am Hör- bzw. Messort eintrifft, ohne zwischenzeitlich Schallreflexionen erfahren zu haben. Im Gegensatz dazu steht der Raumschall R, der auch als Schall im Raumfeld oder Diffusschall im Diffusfeld bezeichnet wird.
Das Einfallen der ersten Wellenfront als Direktschall ist maßgeblich für die Richtungsbestimmung, also für die Lokalisation einer Schallquelle durch das Gehör mit unseren Ohren (Präzedenz-Effekt). Dagegen trägt der Raumschall entscheidend zur gesamten Hörsamkeit eines Raums bei; beispielsweise entsteht bei einer Laufzeitdifferenz Δ t > 30 ms zwischen dem Direktschall und dem Eintreffen der ersten Reflexion der Eindruck eines großen Raumes. Eine nahe Schallquelle wird dadurch charakterisiert, dass bei ihr der Raumschallanteil gering ist.
Der „fest einzustellende“ Einzelwert für das Predelay bei Nachhallgeräten ist nicht mit der akustischen Anfangszeitlücke gleichzusetzen, die aus vielen unterschiedlichen Reflexionswerten zusammengesetzt ist.
Die Schallbegriffe Direktfeld bzw. Freifeld und Diffusfeld werden nicht immer einwandfrei von den Ausdrücken Nahfeld und Fernfeld unterschieden: Direktfeld (Freifeld) und Diffusfeld werden durch die raumakustischen Eigenschaften des Umgebungsraums bestimmt; dagegen beschreiben die akustischen Begriffe Nahfeld und Fernfeld nur die Entfernung der Schallquellen, die Raumwirkung wird hier nicht betrachtet – es wird also ein reflexionsarmer Raum angenommen.
Bei der tontechnischen Raumbeschreibung zu Tonaufnahmen spricht man vom klangbestimmenden D/R- bzw. R/D-Verhältnis zwischen den Schallpegeln D und R von Direkt- und Raumschall:
|       | {\displaystyle {\frac {D}{R}}} | {\displaystyle {\frac {R}{D}}} |                                                                       |
| ----- | ------------------------------ | ------------------------------ | --------------------------------------------------------------------- |
| D > R | {\displaystyle >1}             | {\displaystyle <1}             | Direktfeld                                                            |
| D = R | {\displaystyle =1}             | {\displaystyle =1}             | man befindet sich an einer theoretischen Raumstelle des Hallradius rH |
| D < R | {\displaystyle <1}             | {\displaystyle >1}             | Raumschallfeld                                                        |

Das logarithmische Verhältnis von Direktschall zu Raumschall wird durch das Hallmaß beschrieben.